# Ouddeel
Ouddeel (Fries en officieel: Alddeel) is een kanaal aan de oostzijde van de stad Leeuwarden in de Nederlandse provincie Friesland. 
Het vier kilometer lange kanaal begint bij de Tietjerkstervaart en loopt in noordelijke richting. Het kruist de spoorbrug van de spoorlijn Leeuwarden - Tietjerk. Hier lag de voormalige Stopplaats Ouddeel. Aan de westzijde is er verbinding met De Kurkmeer. Het Ouddeel loopt door de wijk Camminghaburen en omgeving. Aan de westzijde ligt Camminghaburen en aan de oostzijde het recreatiegebied De Groene Ster. Een deel van Ouddeel is grenswater tussen de gemeenten Leeuwarden en Tietjerksteradeel. Het kruist de N355. Aan de westzijde is er verbinding met de Bonkevaart. Het noordelijk deel van het Ouddeel naar de Murk maakt deel uit van de route van de Elfstedentocht. 
Zwette · Stadsgracht (Sneek) · Geeuw · Wijddraai · Wijde Wijmerts · Nauwe Wijmerts · Noorder Ee · Ee (Woudsend) · Slotermeer · Slotergat · Slotermeer · Luts · Van Swinderenvaart · Spookhoekstervaart · Rijstervaart · Oud-Karre · Johan Frisokanaal · Morra · Johan Frisokanaal · Noorderdijkvaart · Het Wijd · De Gronzen · Indijk · Zijlroede (Hindeloopen) · Oude Oostervaart · Dijkvaart · Horsa · Burevaart · Diepe Dolte · Workumertrekvaart · Het Kruiswater · Stadsgracht (Bolsward) · Witmarsumervaart · Harlingervaart · Bolswardervaart · Zuidoostersingel · Noordoostersingel · Noordergracht (Harlingen) · Van Harinxmakanaal · Sexbierumervaart · Noordergracht (Franeker) · Dongjumervaart · Ried · Berlikumerwijd · Moddergat · Wierzijlsterrak · Blikvaart · Zuidhoekstervaart · Ouwe Rij · Leistervaart · Finkumervaart · Dokkumer Ee · Het Kleindiep · Dokkumer Ee · Oudkerkstervaart · Murk · Ouddeel · Bonkevaart (finish)